# Flugt (film fra 2014)
 For alternative betydninger, se Flugt.
Flugt er en dansk kortfilm fra 2014 instrueret af Andreas Sommer efter eget manuskript.

## Handling
Brake lever et eneliv i naturen isoleret fra samfundet, men under den rolige overflade ligger en fortid, han stadig flygter fra. Da Brake opsøges af sin søn Lukas brydes idyllen, da det viser sig, at han ligeledes er på flugt. Endeligt indhenter fortiden dem begge, og de tvinges begge til at tage ansvar for den.